# Bluebelle (barca a vela)
La Bluebelle fu una checchia di 18 metri con due alberi a vela, autoaffondata il 12 novembre 1961 in seguito a una strage compiuta a bordo da parte del suo capobarca Julian Harvey. L’unica superstite del massacro fu l’undicenne Terry Jo Duperrault, che sopravvisse per circa ottantadue ore alla deriva su un piccolo galleggiante di sughero senza cibo, acqua e riparo prima di essere soccorsa.

## Fatti antecedenti
Sulla Bluebelle si trovavano il quarantenne Arthur Duperrault, sua moglie Jean (38 anni) e i loro tre figli: Brian (14 anni), Terry Jo (11 anni) e René (7 anni). Arthur era un optometrista per lenti a contatto di successo; lui e la sua famiglia risiedevano a Green Bay, nel Wisconsin e l’uomo desiderava da tempo di portare moglie e figli in una crociera di una settimana dalle Florida Keys alle Bahamas, luoghi che Duperrault aveva navigato durante il suo servizio nella seconda guerra mondiale: a tale scopo, i Duperrault avevano risparmiato denaro per anni.
Nell’estate del 1961, la famiglia Duperrault era riuscita a raccogliere abbastanza soldi per finanziare la crociera. Il programma consisteva nel trascorrere una settimana di mare a bordo di uno yacht noleggiato, attraccando in diverse località, possibilmente prolungando la vacanza se tutti si fossero divertiti. 
La famiglia è arrivata a Fort Lauderdale a inizio novembre, dove ha noleggiato la checchia di 18 metri chiamata Bluebelle per 515 dollari. Duperrault assunse un noto velista locale, il 44enne Julian Harvey (suo conoscente) affinché governasse la nave per 100 dollari al giorno. Anche la sesta moglie di Harvey, la trentaquattrenne ex hostess e aspirante attrice Mary Dene Harvey, salì a bordo come cuoca.

### L'ultimo viaggio
La famiglia Duperrault salì a bordo della Bluebelle verso mezzogiorno di mercoledì 8 novembre 1961. La nave fu vista lasciare il porto nel primo pomeriggio; nei quattro giorni successivi, la famiglia si recò in località quali Bimini e Sandy Point, dove la famiglia acquistò souvenir e si dedicò ad attività come lo snorkeling. Il 12 novembre fecero l’ultimo scalo prima del ritorno in Florida. Duperrault e Harvey visitarono l’ufficio del commissario distrettuale britannico Roderick Pinder, al quale Duperrault disse che quella appena vissuta era stata “una vacanza da una volta nella vita”, aggiungendo che sarebbero tornati prima di Natale. Quella sera, a bordo della Bluebelle, mangiarono un pasto a base di pollo alla cacciatora e insalata; poco dopo, l’allora undicenne Terry Jo andò sottocoperta nella sua cabina, mentre la sua famiglia e gli Harvey rimasero sul ponte.

## Salvataggio di Harvey
Intorno alle 00:35 di lunedì 13 novembre, un membro dell’equipaggio della petroliera Gulf Lion vide un uomo a bordo di un gommone alla deriva che cercava di richiamare la sua attenzione, affermando di avere un bambino morto a bordo. Tirandolo sulla nave, l’equipaggio trovò nel gommone anche il cadavere di una bambina in età preadolescenziale dai capelli rossi con indosso un giubbotto di salvataggio.
L’uomo si identificò come Julian Harvey, il capitano della Bluebelle. Egli spiegò che, intorno alle 20:30 della sera precedente, la sua imbarcazione era stata colpita da un’improvvisa tempesta che l’aveva ribaltata tra le Isole Abaco e la Great Stirrup Cay. L’albero maestro si sarebbe rotto, ferendo leggermente sua moglie e Duperrault e perforando lo scafo della nave: Harvey sarebbe stato separato dal resto dei passeggeri, che sarebbero morti in seguito a un improvviso incendio scoppiato a bordo. L’uomo sarebbe stato quindi costretto ad abbandonare la nave da solo su un gommone, recuperando in un secondo momento il corpo della settenne René Duperrault, che avrebbe cercato di rianimare senza successo e tenuto con sé per rispetto. Un’autopsia rivelò che la bambina era morta per annegamento.

### L'interrogatorio
Harvey fu portato a Nassau e venne interrogato dalle autorità. Generarono forti sospetti il suo comportamento calmo e il fatto che il gommone su cui fu ritrovato fosse stato riempito con rifornimenti per sopravvivere, ma dato che la storia non poteva essere smentita gli fu permesso di tornare a Miami il 15 novembre, per affrontare ulteriori interrogatori da parte della guardia costiera degli Stati Uniti.

## Il secondo salvataggio
Tre giorni dopo l'accaduto, il 16 novembre, una bambina venne recuperata nel Canale di Provvidenza nordoccidentale dal mercantile greco Captain Theo. Il secondo ufficiale Nicolas Spachidakis vide un galleggiante di sughero su cui si trovava una bambina bionda con indosso una camicetta bianca e pantaloni rosa. Il capitano ordinò il calo di una scialuppa per recuperare la ragazza e i membri dell’equipaggio la avvertirono di non saltare in acqua a causa degli squali. La bambina fu recuperata con successo, portata a bordo della nave e trasferita in una cabina disponibile.
L’equipaggio si rese presto conto che la bambina era in un grave stato di debilitazione fisica e a malapena in grado di parlare; i marinai usarono asciugamani bagnati per rimuovere il sale dal suo corpo, le applicarono vaselina sulle labbra e le diedero da bere acqua e succo d’arancia. La ragazza riuscì a identificarsi come Terry Jo Duperrault, di undici anni, spiegando di essere rimasta per diversi giorni sul galleggiante dopo l’affondamento della sua nave, prima di cadere in uno stato semi-comatoso.
Il galleggiante di sughero non venne portato a bordo della nave con Terry Jo e venne lasciato alla deriva. Diversi giorni dopo, venne recuperato da un membro della guardia costiera: la zattera era quasi andata in pezzi e iniziò subito a disintegrarsi. 
Il capitano della Captain Theo informò immediatamente la guardia costiera del recupero di Terry Jo e delle sue condizioni; fu inviato un elicottero di soccorso che portò la bambina in ospedale a Miami. 
La ragazza era in condizioni critiche e soffriva di gravi scottature solari, disidratazione e ipotermia. Iniziò a riprendersi tre ore dopo il ricovero, sebbene passarono altri due giorni prima che fosse in grado di divulgare alla polizia e alla guardia costiera quanto effettivamente accaduto a bordo della Bluebelle.

## La testimonianza di Terry Jo
Il 20 novembre Terry Jo si riprese a sufficienza da poter spiegare gli avvenimenti del 12 novembre.
Sul finire del giorno, la Bluebelle aveva iniziato il viaggio di ritorno per Fort Lauderdale. Dopo cena, intorno alle 21:00, Terry Jo si era ritirata sottocoperta per andare a dormire nella sua cabina mentre i suoi genitori, i fratelli e gli Harvey erano rimasti sul ponte. Fu svegliata più tardi quella sera stessa, dalle urla del fratello che chiamava il padre e da dei passi pesanti. La bambina salì per capire cosa stesse succedendo e trovò nella cabina principale i corpi di suo fratello e sua madre. Proseguendo lungo il ponte, Terry Jo vide Harvey che trasportava un secchio; l’uomo la colpì intimandole di tornare di sotto e lei obbedì per paura, rientrando nella sua cabina. Circa 15 minuti dopo, acqua e olio iniziarono a filtrare da sotto la porta e Harvey entrò con in mano un’arma (probabilmente un fucile), limitandosi a guardarla per poi tornare sul ponte. In seguito, la bambina udì dei suoni martellanti.
Poco dopo, Terry Jo tornò sul ponte e vide Harvey intento a preparare un gommone da calare in acqua. L’uomo le chiese se il gommone fosse assicurato e, dato che lei non lo sapeva, le ordinò di tenere una corda attaccata al gommone mentre lui andava a recuperare qualcosa. Terry Jo si fece sfuggire la corda dalle dita, pertanto Harvey, quando tornò, si tuffò fuori bordo per raggiungere l'imbarcazione, abbandonando la bambina sulla nave che affondava.
Terry Jo si ricordò dell’esistenza del galleggiante di sughero sul ponte, lo recuperò e lo lanciò in acqua, nuotando per spingerlo lontano dalla nave prima di salirci sopra. Passò poi quasi tre giorni e mezzo alla deriva senza cibo, acqua o riparo. Il galleggiante era di dimensioni così ridotte da costringerla a rimanere seduta per tutto il tempo, durante il quale pregò ripetutamente per essere salvata.
Contrariamente alle dichiarazioni di Harvey, Terry Jo era fermamente convinta che l’albero maestro della Bluebelle fosse intatto, che non ci fosse stato alcun incendio a bordo della nave e che non ci fosse stata alcuna tempesta. La bambina venne informata in un secondo momento che Harvey era stato recuperato vivo tre giorni prima di lei con il cadavere della sorella e che i corpi dei suoi genitori, del fratello e della moglie di Harvey erano dispersi in mare.

## L'interrogatorio e il suicidio di Harvey
Il 16 novembre, Harvey ribadì alla guardia costiera la sua storia secondo la quale la Bluebelle sarebbe andata distrutta durante una tempesta che lo avrebbe impossibilitato a salvare gli altri passeggeri.
Il 17 novembre, a metà dell’interrogatorio programmato di Harvey, l’uomo venne informato del salvataggio e miglioramento di Terry Jo. In risposta lui esclamò: “Oh mio Dio!” per poi aggiungere, rapidamente e con calma: “Non è meraviglioso?”. Il tenente Ernest Murdoch gli disse che sarebbe stata avviata un’indagine ufficiale su quanto accaduto alla Bluebelle e ai suoi passeggeri. Harvey, poco dopo, si fece esonerare da ulteriori domande affermando di essere stanco e di voler parlare con la famiglia della moglie.
In seguito a ciò, Harvey percorse guidando una breve distanza verso Biscayne Boulevard, dove si registrò in un motel sotto il falso nome di John Monroe, pagando in contanti per avere una stanza. Lì si suicidò tagliandosi la coscia, le caviglie e la vena giugulare con una lama di rasoio nel bagno del motel. Il suo corpo fu trovato da una domestica circa due ore dopo; su un comò fu trovata una lettera di due pagine scritta a un amico dei tempi del servizio militare. In essa non spiegava o scusava le sue azioni, limitandosi a scrivere di “non farcela più” in quanto troppo “stanco e nervoso”. Sempre nella lettera, chiedeva all’amico di prendersi cura di suo figlio quattordicenne e di venire sepolto in mare.

## Conclusione dell'inchiesta
Venne avviata un’inchiesta su Harvey; si scoprì che l’uomo era un veterano decorato della seconda guerra mondiale e pilota della guerra di Corea, con difficoltà a mantenere un lavoro fisso per lunghi periodi di tempo e con seri problemi finanziari. Aveva stipulato una polizza assicurativa per doppia indennità sulla vita di sua moglie appena due mesi dopo il loro matrimonio, nel luglio 1961. Inoltre, un mese prima che la famiglia Duperrault noleggiasse la Bluebelle, Harvey era stato assunto dal proprietario della nave, l’uomo d’affari Harold Pegg, per portare i turisti in mare per delle crociere in cambio di 300 dollari al mese e un alloggio gratuito a bordo della Bluebelle. Questo accordo potrebbe aver portato Harvey a formulare il piano di uccidere sua moglie in mare per poi denunciarne la scomparsa, sfruttando i turisti a bordo come testimoni per corroborare le proprie affermazioni. I Duperrault furono i primi clienti degli Harvey.
La conclusione dell’indagine fu che Harvey avesse pianificato di uccidere sua moglie per riscuotere il denaro della sua polizza assicurativa di 20.000 dollari, che avrebbe fruttato il doppio della somma in caso di morte accidentale. Tuttavia, durante l’omicidio o lo smaltimento del corpo, Harvey potrebbe essere stato scoperto da uno dei Duperrault, portandolo a uccidere i coniugi e due dei loro figli per non avere testimoni; avrebbe poi recuperato il corpo di René dal mare per aggiungere credibilità alla sua storia. 

### Precedenti frodi assicurative
Durante le indagini, gli investigatori scoprirono che, nel 1949, Harvey era sopravvissuto a un incidente d’auto in cui era morta la sua seconda moglie e la madre di quest’ultima: in una notte piovosa l’uomo era alla guida di una Plymouth Deluxe del 1946 quando, guidando ad alta velocità, precipitò da un ponte in un bayou, nuotando fuori dall’abitacolo lasciando la moglie e la suocera ad annegare. Anche una iolla da lui guidata in precedenza, il Torbatross, era affondata dopo uno scontro con il relitto sommerso della nave da guerra San Marcos, affondata nel 1911 in acque poco profonde della baia di Chesapeake. In quell’occasione, i membri dell’equipaggio avevano ripetutamente avvertito Harvey di tenere la iolla lontana dal relitto, ma lui aveva insistentemente navigato nei pressi del sito proibito incitando i passeggeri a leggere un’iscrizione su una boa che contrassegnava la zona. Allo stesso modo, un motoscafo da lui guidato, il Valiant, era affondato in circostanze sospette al largo delle coste di Cuba nel 1958. 
Harvey aveva beneficiato finanziariamente da tutte le tragedie subite, grazie a ingenti accordi assicurativi.

## Avvenimenti successivi
In seguito alla perdita della propria famiglia, Terry Jo tornò a Green Bay per vivere con la sorella di suo padre, sua nonna e i tre cugini nella città di De Pere. La bambina rifiutò di separarsi dalla camicetta e dai pantaloni che aveva indossato durante il periodo trascorso in mare e, l’anno seguente, cambiò il suo nome in Tere, in parte per rifiutare l’etichetta di “vittima”. A causa delle strategie della psicologia dell’epoca, le autorità parlarono raramente con Terry Jo riguardo al suo calvario e la bambina non ricevette alcuna consulenza psicologica per i traumi subiti. Di conseguenza, per oltre vent’anni non rilasciò alcuna dichiarazione sulla morte della sua famiglia e sui traumi subiti.
Successivamente, Tere Jo si sposò ed ebbe tre figli. Da adulta ha scelto di vivere e lavorare vicino all’oceano; ora è in pensione e risiede a Kewaunee, nel Wisconsin.
Nel 2010, Tere Jo ha pubblicato un romanzo autobiografico intitolato Alone: Orphaned on the Ocean, scritto in collaborazione con lo psicologo e l’esperto di sopravvivenza Richard Logan. In esso, vengono descritti nel dettaglio l’ultima crociera della famiglia Duperrault, gli omicidi di Harvey, i giorni passati alla deriva in mare aperto e la sua vita negli anni seguenti.
Sono state formulate delle teorie sul motivo per cui Harvey non abbia ucciso Terry Jo sulla Bluebelle: lo scrittore Erle Stanley Gardner ha ipotizzato che Harvey potrebbe aver desiderato inconsciamente di essere arrestato e punito per le sue azioni, ma Logan ritiene che Harvey avesse effettivamente intenzione di ucciderla, venendo costretto a desistere nel suo intento per recuperare il gommone che si stava allontanando in mare, credendo che la bambina sarebbe morta sulla nave in procinto di affondare.
Quarantanove anni dopo i fatti della Bluebelle, Tere Jo ha concesso un’intervista televisiva al conduttore Matt Lauer e ha sostenuto l’ipotesi per la quale Harvey avrebbe sperato che lei morisse sulla nave. Ha anche affermato di credere che Harvey inizialmente intendesse uccidere solo sua moglie, passando poi a sterminare la famiglia Duperrault quando questa si accorse di quanto stava succedendo. Tere Jo ha dichiarato di non volere essere vista dalle persone come una vittima, ma piuttosto come una sopravvissuta che è riuscita ad andare avanti con la sua vita, esprimendo la speranza che qualcuno possa trarre speranza dalla sua storia.